# Anii 550 î.Hr.
(Secolul al VII-lea î.Hr. - Secolul al VI-lea î.Hr. - Secolul al V-lea î.Hr. - alte secole)

## Evenimente
- construirea Templului zeiței Artemis din Efes una din cele șapte minuni ale lumii

## Nașteri
- Confucius (Kongfuzi sau K'ung-fu-tzu), profesor, filosof și gânditor politic chinez (d. 479 î.Hr.)

## Decenii
| Anii 590 î.Hr. | Anii 580 î.Hr. | Anii 570 î.Hr. | Anii 560 î.Hr. | Anii 550 î.Hr. | Anii 540 î.Hr. | Anii 530 î.Hr. | Anii 520 î.Hr. | Anii 510 î.Hr. | Anii 500 î.Hr. |